# Nganda (Senegal)
Nganda ist eine Stadt im Département Kaffrine der Region Kaffrine, gelegen im südlichen Zentrum des Senegal. 

## Geographische Lage
Nganda liegt Süden des Départements Kaffrine und sieben Kilometer vor der Grenze zu Gambia. Die Gegend gehört zum zentralen Erdnussanbaugebiet des Senegal, dem Erdnussbecken.
Nganda liegt 241 Kilometer südöstlich von Dakar und 33 Kilometer südlich der Regionalpräfektur Kaffrine.

## Geschichte
Das Dorf Nganda erlangte 2008 den Status einer Commune (Stadt). Das Stadtgebiet erstreckt sich, gemessen von dem Amtssitz des Sous-Préfet, eine bestimmte Anzahl von Kilometern in alle vier Himmelsrichtungen. Daraus ergab sich eine Stadtfläche von rechnerisch 22,75 km².

## Bevölkerung
Die letzten Volkszählungen ergaben jeweils folgende Einwohnerzahlen:
| Jahr | Einwohner |
| ---- | --------- |
| 1988 | ...       |
| 2002 | ...       |
| 2013 | 10.507    |

## Verkehr
Nganda liegt abseits des Netzes der Nationalstraßen. Eine Staubpiste von Kaffrine, die hinter der Ortsdurchfahrt Nganda endet, bietet einen Anschluss an die N 1. Sie führt unterwegs durch das Flussbett des Grand Bao Bolon; der an dieser Stelle nur in der Regenzeit Wasser führt.